# Юхта (Казачинско-Ленский район)
Юхта — деревня в Казачинско-Ленском районе Иркутской области России. Входит в состав Тарасовского муниципального образования.

## География
Деревня находится на расстоянии примерно 50 км к юго-востоку от села Казачинское, административного центра района.

## Население
| 2002 | 2011 | 2012 |
| ---- | ---- | ---- |
| 177  | ↗190 | ↘187 |

### Половой состав
По данным Всероссийской переписи, в 2010 году в деревне проживал 191 человек (97 мужчин и 94 женщины).